# Wólka Świątkowa
Wólka Świątkowa – wieś w Polsce, położona w województwie lubelskim, w powiecie łukowskim, w gminie Łuków.
| SIMC    | Nazwa     | Rodzaj  |
| ------- | --------- | ------- |
| 0680182 | Za Koleją | kolonia |
| 0680199 | Zagórna   | kolonia |

W latach 1975–1998 wieś administracyjnie należała do województwa siedleckiego.
Wieś stanowi sołectwo w gminie Łuków. Według Narodowego Spisu Powszechnego z roku 2011 wieś liczyła 578 mieszkańców.
Wierni Kościoła rzymskokatolickiego należą do parafii Najświętszej Maryi Panny Matki Kościoła w Łukowie.